# Ejutla de Crespo
La Heroica Ciudad de Ejutla de Crespo (del náhuatl exotl y tla, "ejote", "abundancia", es decir, "Donde abunda el ejote) es una ciudad del estado de Oaxaca, en México, ubicada en el centro-sur del estado, y es cabecera del municipio del mismo nombre y del distrito de Ejutla en la Región Valles Centrales.

## Historia
La fundación de Ejutla se remonta aproximadamente año de 524 por el cacique zapoteco Maneyadela permaneciendo independientes hasta la conquista por parte de los mexicas en tiempos del huey tlatoani Axayácatl, pasando desde entonces a formar parte de su imperio que a su vez fue sometido a partir de 1521 por los españoles, que asentaron definitivamente a los indígenas en lo que hoy es Ejutla para su civilización  y evangelización.
Durante la guerra de Independencia de México destacó en el campo insurgente el cura de Ejutla, Manuel Sabino Crespo, nacido el 3 de enero de 1778 en Taniche, quien se unió a las fuerzas de José María Morelos y fue elegido diputado al Congreso de Chilpancingo, que siendo derrotado, murió fusilado el 14 de octubre de 1814.
Tras la independencia, el 1 de octubre de 1852 el Congreso de Oaxaca la elevó a la categoría de Villa de Ejutla y en 1854 fue uno de los principales focos de rebeldía oaxaqueña contra la dictadura de Antonio López de Santa Anna, liderada por Pablo Casimiro Lanza y Juan Catarino Martínez; el 11 de diciembre de 1889 un nuevo decreto del congreso oaxaqueño le da la categoría de ciudad con el nombre de Heroica Ciudad de Ejutla de Crespo en honor de Manuel Sabino Crespo.

## Localización y demografía
Ejutla se encuentra localizada en la zona sur de los Valles Centrales de Oaxaca, casi al pie de la Sierra Madre del Sur, tiene una altitud de 1 450 metros sobre el nivel del mar y sus coordenadas geográficas son 16°33′47″N 96°43′57″O / 16.56306, -96.73250, unos 60 kilómetros al sur de la capital del estado, la ciudad de Oaxaca de Juárez, con la que se comunica por la Carretera Federal 175 que es la principal vía de comunicación de la ciudad y que la una hacia el sur a 40 kilómetros con Miahuatlán de Porfirio Díaz y posteriormente con San Pedro Pochutla y Puerto Ángel.
De acuerdo con los resultados del Censo de Población y Vivienda de 2010 realizado por el Instituto Nacional de Estadística y Geografía, Ejutla de Crespo tiene una población total de 9 748 personas de las que 4 476 son hombres y 5 272 son mujeres.

## Personajes ilustres
- Rosendo Huesca y Pacheco. XL Arzobispo de Puebla de 1977 a 2009. sirvió como arzobispo emérito en la misma ciudad desde 2009 hasta 2017, nació en esta ciudad de Oaxaca en 1932, falleció el 24 de noviembre de 2017 en la ciudad de puebla de Zaragoza.[4]

## Gastronomía
Ejutla cuenta con una gran extensa variedad de platillos típicos de la región: buñuelos, roscas de viento, menguanitos, mamones, nicuatole, nieves.De las que sobresale un platillo único. La Salchicha Ejuteca, como se le conoce en la zona, es un exquisito manjar compuesto por condimentos de la región, vinagre hecho a base de frutas tropicales y carne molida de res, horneado a través de un horno de piedra. Este platillo es considerado una excelencia culinaria en la región, y por consiguiente se distribuye en toda la zona y la capital del Estado.

## Productores de Mezcal
Esta zona es muy abundante en la producción de Mezcal Artesanal, debido a que muchos productores locales y de agencias vecinas, cuentan con plantíos de producción de Agave Espadín, así como la obtención de agaves silvestres tales como Tobasiche, Tobalá, Arroqueño, Tepestate, entre otros que crecen en la zona. Por este motivo la comercialización de este producto  es demandante y distribuido en diferentes partes del Estado, y en algunas ocasiones es exportado a otros países.